# Chavannes-des-Bois
Chavannes-des-Bois é uma  comunas da Suíça do Cantão de Vaud, pertencente ao distrito de Nyon. Faz parte de uma das nove comunas da Terra Santa e como elas encontra-se na Região Lemánica, fazendo assim parte da  Suíça romanda.

## História
Ainda mais do que Chavannes-de-Bogis, Chavennes-des-Bois merece o seu nome de Chavanne, pois todo este território da chamada Terra Santa estava compreendido numa da diferentes doações da Ordem Cisterciense e torna-se o centro das suas explorações agrícolas que os cistercianos chamam grange ou cabane, o que explica a cabana que orna as armas da comuna. 

## Curiosidades
Tal como Chavannes-de-Bogis, a comuna é separa de Divonne-les-Bains na França por La Versoix, mas do outro lado da fronteira a "La Versoix" chama-se ... "La Divonne"!
Sendo, por enquanto, uma comuna suíça resolutamente agrícola, não tem interesses particulares a não ser a Ponte de Grilly também chamado ponte Bugnos .